# Lasst sie reden
Lasst sie reden, im russischen Originaltitel Пусть говорят (Pust goworjat), ist eine Talkshow des zentralen russischen Fernsehprogramms Perwy kanal, die Montag bis Donnerstag jeweils ab 19.50 Uhr eine Stunde lang läuft. Sie wird seit 23. Juli 2001 ausgestrahlt und von Andrei Malachow (* 1972) moderiert. Nach einer Zuschauerumfrage (WZIOM) ist sie die beliebteste Fernseh-Sendereihe in Russland.